# Тархов, Дмитрий Фёдорович
Дмитрий Фёдорович Тархов (30 марта 1890, Пенза — 5 октября 1966, Москва) — русский певец, драматический тенор, поэт, переводчик. Заслуженный артист РСФСР (1956).

## Биография
Родился в Пензе в семье инженера.
В 1908 году, окончив Пензенскую гимназию, поступил в Московский государственный университет (юридический факультет). С юности увлекался пением (у него был драматический тенор), поэтому параллельно учился в Московской консерватории у Варвары Зарудной в 1915—1918 годах. К четвёртому курсу, сделав окончательный выбор в пользу оперного искусства, ушёл из университета.
Дебютировал в Саратове в 1918 году. В 20-30-х годах работал в различных театрах Москвы и других городах, исполняя ведущие теноровые партии (Ленский, Синодал, Самозванец).
С 1936 года пел на Всесоюзном радио, участвовал в записях таких опер, как «Опричник», «Каменный гость», «Ночь перед Рождеством», «Манон Леско», «Тоска», «Орестея». Перевёл на русский язык либретто нескольких опер («Бал-маскарад», «Роберт-дьявол»).
С 1948 года преподавал в институте имени Гнесиных.
Писал стихи, которые были опубликованы только после его смерти. На сольной пластинке Тархова, выпущенной в 1990 году, представлены в том числе романсы на его собственную музыку и стихи .
Умер 5 октября 1966 года в Москве. Похоронен на Новодевичьем кладбище.